# Louisa Swain
Louisa Swain, nata Louisa Ann Gardner (Charleston, 1801 – Lutherville, 25 gennaio 1880), prima donna a votare nelle elezioni generali degli Stati Uniti. Votò il 6 settembre 1870 a Laramie nel Wyoming.

## Biografia
Nata Louisa Ann Gardner, suo padre si perse in mare quando lei era giovane. Sua madre tornò poi nella sua città natale di Charleston, nella Carolina del Sud, ma anche lei morì poco dopo. Rimasta orfana all'età di 10 anni, la Swain fu affidata alle cure della Charleston Orphan House. Nel 1814 lei e un'altra ragazza furono affidate a una famiglia come domestiche per un periodo di quattro anni, dopodiché lei fu trasferita a un'altra famiglia che aveva fatto richiesta espressamente per lei. Rimase con loro fino al 1820, poi si trasferì a Baltimora dove un anno dopo sposò Stephen Swain, che gestiva una fabbrica di sedie. Ebbero quattro figli e nel 1830 Stephen vendette la sua attività e la famiglia si trasferì, prima a Zanesville, Ohio e poi a Richmond, nell'Indiana. Nel 1869 gli Swain si trasferirono a Laramie, Wyoming, per raggiungere il figlio Alfred.
Il 6 settembre 1870 si alzò presto, indossò il grembiule, lo scialle e la cuffia e andò in centro con un secchio di latta per acquistare il lievito da un commerciante. Passò davanti al seggio elettorale e decise di votare lì. Il seggio elettorale non era ancora stato ufficialmente aperto, ma i funzionari elettorali le chiesero di entrare e votare. È stata descritta da un quotidiano Laramie come "una gentile casalinga dai capelli bianchi, dall'aspetto quacchero".
Aveva 69 anni quando votò per la prima volta una donna negli Stati Uniti in un'elezione generale. Subito dopo l'elezione, Stephen e Louisa Swain lasciarono Laramie e tornarono nel Maryland per vivere vicino a una figlia. Stephen morì il 6 ottobre 1872 nel Maryland. Louisa morì il 25 gennaio 1880 a Lutherville, nel Maryland. Fu sepolta nel Friends Burial Ground in Harford Road a Baltimora.

## Eredità

Statua di Louisa Swain a Laramie, Wyoming

La Louisa Swain Foundation fu fondata nel 2001 (come la Laramie Foundation) ed è dedicata a preservare e celebrare l'eredità e la storia della Swain e "promuovere l'istruzione nelle aree della democrazia, dei diritti umani e del suffragio".
La Fondazione gestisce la Wyoming House for Historic Women (nota anche come Wyoming Women's History House) a Laramie, Wyoming, che celebra tredici donne, tra cui lei.
In suo onore è stata eretta sua statua davanti al museo nel 2005.
Il Congresso ha riconosciuto il 6 settembre 2008 come Louisa Swain Day tramite la House Concurrent Resolution n. 378.
Nel 2022 il Congresso ha nominato l'edificio per uffici federali al 308 W. 21st Street a Cheyenne, nel Wyoming, la Louisa Swain Federal Office Building.